# 96217 Gronchi
96217 Gronchi è un asteroide della fascia principale. Scoperto nel 1993, presenta un'orbita caratterizzata da un semiasse maggiore pari a 2,2976460 UA e da un'eccentricità di 0,2018637, inclinata di 4,03769° rispetto all'eclittica.
L'asteroide è dedicato al ricercatore italiano Giovanni-Federico Gronchi.